# Богдан (село)
Бо́гдан — село в Україні, у Рахівському районі Закарпатської області, центр Богданської сільської громади. Площа — 12,9 га. У селі проживає 4 180 осіб.

## Географія
Розташоване у східній частині Закарпаття, на берегах річки Білої Тиси. У селі струмок Вовчий впадає у Білу Тису.

## Походження назви

### Селяни та олень
Існує легенда про жителів села, які працювали в лісі. Одного разу вони не змогли вчасно повернутися додому та були дуже голодні. Потім, несподівано, серед дерев з'явився олень. Люди подумали, що це дар Божий (він послав). Селяни вполювали його, запекли і смачно поїли оленятиною — так і врятувалися від голоду. Згодом вони згадували цю появу оленя як «Божий дар». Не випадково селу було дано ім'я Бога (Bogom Dane), тобто Богдан.

### Опришки
Опришки, перебуваючи на Чорногорі, періодично спускалися в долину Тиси й доходили до Бичкова та Солотвина. Вертаючись, сідали рахувати гроші в долині над Тисою (на місці теперішнього міста Рахів).
Одного разу вони залишили під горою, під трьома великими липами свого дозорця. Він довго чекав, а група опришків не поверталася. Відходячи на Чорногору, дозорець на одній із лип вирізав своє ім'я Богдан. Повертаючись, опришки побачили вирізане ім'я і відпочиваючи під липою назвали цю місцевість Богдан.

## Історія
Село Богдан відоме з першої половини XVIII століття. У той час в село переселилися жителі сусідніх сіл. Ці землі у минулому були власністю угорських і німецьких дворян, тому прізвища деяких селян у Богдані незвичні для слуху українців.
Згідно з збережених записів, поселення перетворилося на село у XVIII столітті через об'єднання сусідніх ферм. А з 1770 по 1777 рік відбулось основне формування села. Сюди переселились мешканці міста Рахів та з інших сіл. Назва була вперше згадана в працях 1803 року. У цей час тут оселилися німецька та угорська діаспори, які працювали в лісовому господарстві та деревообробці.
У XIX ст. належало до Тисодолинянського повіту (округу) Мармароського комітату. Наприкінці XIX — на початку XX ст. поселення вважали «великим селом» (статус, близький до містечкового) і мало власну печатку з гербом: у полі печатки — три смереки. До 1992 р. — селище міського типу.
23 вересня 1939 року найцінніше обладнання з обсерваторії на горі Попіван за протоколом передано головному нотаріусу поселенню Тисабогдани Сзані Калманнак (в тому числі 5 лінз великих розмірів з вагою 50-60 кг; дві лінзи невеликих розмірів; два мікрометри та два годинники).
Основним заняттям жителів було тваринництво, займалося також землеробством.
8 березня 1949 року в Богдані було організовано колгосп «8-ме Березня». Головою колгоспу була призначена Богуняк Марія Юріївна. Це було зроблено на доказ того, що нібито жінка при радянській владі має рівні права з чоловіком.
Важливе місце в господарстві колгоспу займало тваринництво. Основними видами продуктивної худоби були: велика рогата худоба (1112 голів) і вівці (4500 голів). Крім тваринництва колгосп вирощував такі сільськогосподарські культури: картопля, кукурудза, кормовий буряк.
За твердженням радянських «істориків», до запровадження радянської влади в селі більшість населення було неписьменне. З перших днів «визволення», під керівництвом партійної організації, почалася велика робота для ліквідації неписьменності серед дорослого населення. В селі була відкрита бібліотека, з перших днів її створення бібліотекарем була призначена Колачук Ніна Кузьмівна, яка попрацювала на цій посаді 27 років. До 50-річчя жовтневого заколоту в Росії бібліотеці було присвоєно звання «Бібліотека відмінної роботи».
На той час жителі с. Богдан мали клуби і бібліотеки, у яких можна було почитати літературу на різні теми.

## Храми
Згідно з відомостями, у 1799 р. Григорій Козурак збудував у Богдані маленьку дерев'яну церкву, таку ж, як у Лугах чотири роки до того, але богданська стала парохіяльною. У візитації 1801 р. цю церкву згадано як збудовану 1800 р. зусиллями громади та при державному фінансуванні. Нинішню муровану церкву споруджено стараннями отця Івана Барни. У 1864 році розпочалось будівництво, того ж року на свято Різдва Пресвятої Богородиці відбулось освячення його фундаменту. Спорудження святині завершилось 1867 року, а консекрували її, ймовірно, 1869 року. Кошти на прикрашення храму дали о. Іван Барна та селянин Яків Молдавчук. Над входом вказано дату спорудження — 1867 р. (згадують також 1864 р.) та дату останнього ремонту — 1975 р. Церкву оновлювали 1915 p., після чого споруду посвятив єпископ Ю. Фірцак. Після Другої світової війни храм передали Російській православній церкві. Православні віряни після 1968 року дозволили односельцям-угорцям відправляти Літургію в латинському обряді біля бічного вівтаря Божої Матері Лурдської: «Православна громада, володіючи на правах власності спорудою — храмом Різдва Пресвятої Богородиці, надає дозвіл римо-католицькій громаді вільно відправляти всі церковні треби у храмі, а також використовувати дзвони за потребою».  Турню перекрито бляхою в 1953 р. Малювання в церкві виконав І. Андрішко в 1979 р. З 1989 року Святі Меси стали регулярними.
Цікава культова пам’ятка – восьмигранна дерев’яна дзвіниця-каплиця кінця XIX ст., що стояла між Богданом і Квасним, розібрано в середині 1950-х років. Дзвіниця мала високий зрубний повакований та побілений нижній ярус, вкритий ґонтовим дашком, та низенький каркасний верхній ярус.
У 1927 року у селі виділили земельну ділянку під римсько-католицький цвинтар, а у 1929 році на його території було зведено каплицю-дзвіницю. У роки угорської влади (1939—1944 рр.) на теренах Богдана планувалось спорудити римсько-католицький храм, але війна не дозволила здійснити задумане.

## Присілки
Кути (теперешні присілки) були об'єднані з селом Богдан 15 квітня 1967 року рішенням облвиконкому Закарпатської області №155.
Чокай-Кінора
Перша згадка у ХІХ столітті
Вовчий
Перша згадка у 1796-9 роках як Vocse. Інші згадки: 1808 — Volczi, Wolcy, 1828 —Vótsi, Wówči, 1838 — Vócsi, 1851 — Vocsi, 1892 — Vocsi, 1898 — Vocsi, 1907 — Farkasvölgy, 1913 — Farkasvölgy, 1944 — Farkasvölgy, Вовчій, 1968 — Вовчий.
Квасний
Перша згадка у 1796-9 як Kvaszné. Інші згадки: 1808 — Kvászni, Kwásny, 1838 — Kvaszni, 1864 — Kvászi, 1892 — Kvaszni, 1898 — Kvaszni, 1907 — Borvízvölgy, 1913 — Borvízvölgy, 1925 — Kvasny, 1944 — Borvízvölgy, Квасный, 1968 — Квасний.
Магас
Перша згадка у 1796-9 роках.

## Населення
За переписом населення України 2001 року в селі мешкало 3277 осіб.

### Мова
Розподіл населення за рідною мовою за даними перепису 2001 року:
| Мова       | Відсоток |
| ---------- | -------- |
| українська | 97,03 %  |
| угорська   | 2,29 %   |
| російська  | 0,48 %   |
| німецька   | 0,12 %   |
| білоруська | 0,03 %   |
| молдовська | 0,03 %   |

## Туристичні місця

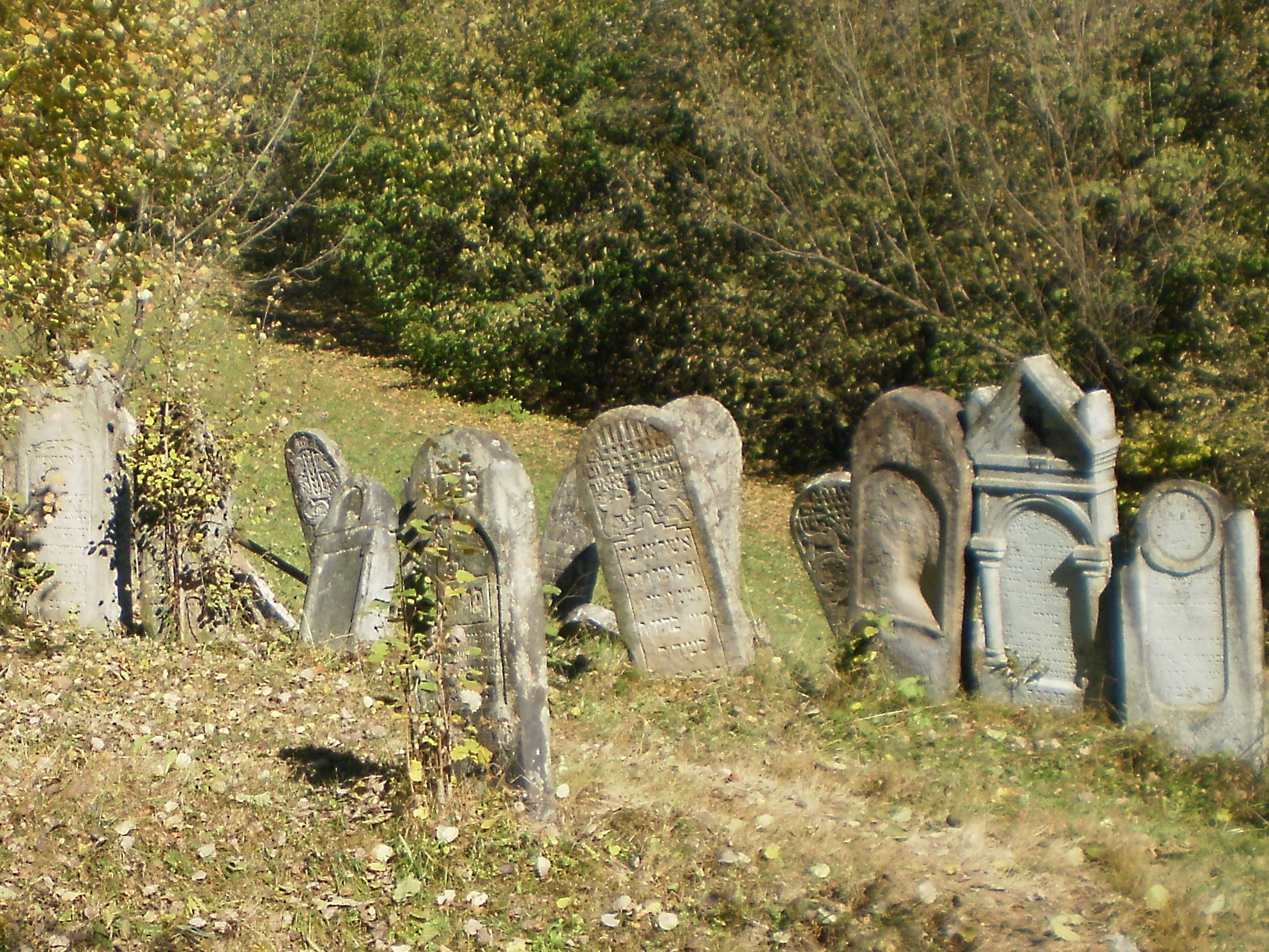
Старовинне єврейське кладовище

- Неподалік від села розташовані ботанічна пам'ятка природи Тис ягідний та геологічна пам'ятка природи Оголені скелі на березі р. Квасної;

- Храм Різдва Пресвятої Богородиці

- Старе єврейське кладовище.

- Гірськолижний комплекс. Гірськолижний спуск розміщений на горі Борщевиця.

## Відомі люди
- Марфіч Михайло Васильович (1972—2014) — старший сержант Збройних сил України, учасник російсько-української війни, загинув у боях за Іловайськ.
- Лайош Вагнер — ботанік, перший описувач флори і фауни Мараморошщини, народився тут 10 лютого 1815 року, похований у Хусті.
- Баранюк Ярослав Юрійович — Герой України, відзначився у ході російсько-української війни.[4]